# Stéphane Lièvre
Stéphane Lièvre (Parigi, 3 ottobre 1972) è un allenatore di calcio, dirigente sportivo ed ex calciatore francese, di ruolo difensore, attuale vice allenatore del Tolosa.

## Carriera
Terzino sinistro, vanta 148 presenze in Ligue 1 e 7 in Coppa UEFA. Nel 2003 è inserito nella squadra ideale della Ligue 2.